# Dicyclische groep
In de groepentheorie, een deelgebied van de wiskunde, is een dicyclische groep een van de groepen {\displaystyle \mathrm {Dic} _{n}} met {\displaystyle n>1}. Dicyclische groepen {\displaystyle \mathrm {Dic} _{n}} zijn niet-abelse groepen, hebben orde {\displaystyle 4n} en de cyclische groep C2n is er een ondergroep van. Ze zijn een uitbreiding van de cyclische groep C2 met een cyclische groep {\displaystyle C_{2n}}, wat de groep de naam di-cyclisch geeft. In de notatie van exacte rijen van groepen kan deze uitbreiding worden uitgedrukt als
{\displaystyle 1\to C_{2n}\to \mathrm {Dic} _{n}\to C_{2}\to 1}
Meer in het algemeen kan men, gegeven een abelse groep met een element van orde 2, een dicyclische groep definiëren.

## Definitie
De dicyclische groep {\displaystyle \mathrm {Dic} _{n}} met {\displaystyle n>1} wordt voortgebracht door twee elementen {\displaystyle a} en {\displaystyle b} die aan de volgende presentatie voldoen:
{\displaystyle {\rm {Dic}}_{n}=\langle a,b\mid a^{2n}=1,b^{2}=a^{n},b^{-1}ab=a^{-1}\rangle }

## Eigenschappen en voorbeelden
- Ieder element van {\displaystyle \mathrm {Dic} _{n}} kan eenduidig worden geschreven als {\displaystyle a^{k}b^{j}} met {\displaystyle 0\leq k<2n} en {\displaystyle j=0} of {\displaystyle j=1}.
- De orde van {\displaystyle \mathrm {Dic} _{n}} is {\displaystyle 4n}.
- De dicyclische groep {\displaystyle \mathrm {Dic} _{n}} heeft een cyclische ondergroep van de orde {\displaystyle 2n} voortgebracht door het element {\displaystyle a} en een cyclische ondergroep van de orde {\displaystyle 4} voortgebracht door het element {\displaystyle b}. De ondergroep voortgebracht door {\displaystyle a} heeft in ieder geval een ondergroep van de orde {\displaystyle n} voortgebracht door {\displaystyle a^{2}} en afhankelijk van de waarde van {\displaystyle n} mogelijk nog andere ondergroepen. De ondergroep voortgebracht door {\displaystyle b} heeft een ondergroep van de orde 2 voortgebracht door {\displaystyle b^{2}}.
- {\displaystyle {\rm {Dic}}_{1}\cong \mathbf {V} _{4}}, de viergroep van Klein
- {\displaystyle {\rm {Dic}}_{2}\cong \mathbf {Q} }, de quaternionengroep

### Vermeningvuldigingsregels
- {\displaystyle a^{k}a^{m}=a^{k+m}}
- {\displaystyle b^{2}a^{k}=a^{k+n}=a^{k}b^{2}}
- {\displaystyle a^{k}ba^{m}=a^{k-m}b}
- {\displaystyle a^{k}b\ a^{m}b=a^{k-m+n}}

## Uitgewerkt voorbeeld
De groep {\displaystyle \mathrm {Dic} _{3}} bestaat uit de 12 elementen:
{\displaystyle 1,a,a^{2},a^{3},a^{4},a^{5},b,ab,a^{2}b,a^{3}b,a^{4}b,a^{5}b}
{\displaystyle \mathrm {Dic} _{3}} is isomorf met een ondergroep van de quaternionen. Noem {\displaystyle i} en {\displaystyle j} twee van de drie eenheden, waarmee de quaternionen worden geschreven, dan kan {\displaystyle \mathrm {Dic} _{3}} ook worden voorgesteld door de keuze {\displaystyle a={\tfrac {1}{2}}+i{\tfrac {\sqrt {3}}{2}}} en {\displaystyle b=j}.
{\displaystyle a^{3}=\left({\tfrac {1}{2}}+i{\tfrac {\sqrt {3}}{2}}\right)^{3}={\tfrac {1}{8}}+i{\tfrac {3{\sqrt {3}}}{8}}-{\tfrac {9}{8}}-i{\tfrac {3{\sqrt {3}}}{8}}=-1}
Dus
{\displaystyle a^{6}=1}
{\displaystyle b^{2}=-1=a^{3}}
{\displaystyle b^{-1}a\ b=-j\ \left({\tfrac {1}{2}}+i{\tfrac {\sqrt {3}}{2}}\right)\ j=-j{\tfrac {1}{2}}j-ji{\tfrac {\sqrt {3}}{2}}j={\tfrac {1}{2}}-i{\tfrac {\sqrt {3}}{2}}=a^{-1}}